# Bendigo
Bendigo je město ve spolkovém státě Victoria na jihu Austrálie. V roce 2015 zde žilo 118 537 lidí. Bendigo se nachází více než 100 km od Melbourne a kolem 150 km od Geelongu.

## Historie
Město vzniklo v 19. století. V roce 1850 byla v oblasti nalezena obrovská ložiska zlata.

## Česká stopa
V roce 1986 zde zemřel český kněz a spisovatel Alois Boček.